# Ulrich Olaf Deimel
Ulrich Olaf Deimel (* 29. Dezember 1916 in Olpe; † 14. April 1984 in Hamburg) war ein deutscher bildender Künstler, der vor allem in Hamburg tätig war.

## Werk
Die meisten Werke Deimels sind im Zusammenhang mit der Kunstförderung der öffentlichen Hand – Kunst am Bau – zwischen 1948 und 1984 in Hamburg entstanden. Deimel hat daher das Stadtbild Hamburgs mitgeprägt, wie es sich in den Nachkriegsjahren entwickelt hat. „Einige seiner Arbeiten für das Hochbauamt gehören zu den wenigen ganz modernen, ungegenständlich-abstrakten Werken der fünfziger Jahre im Architekturkontext.“ (BBSR-Online-Publikation Nr. 12/2014, S. 280)
Entstanden sind in diesem Zusammenhang über 150 Wandgestaltungen oder Skulpturen für Banken, Versicherungen, Werften und auf Schiffen. Er wendete dabei unterschiedliche Techniken und Materialien, wie Sgraffito, Keramik, Malerei, Mosaik, Glas, Beton und Metall. Seine Arbeiten entstanden u. a. in den Deichtorhallen (1950), im Arbeitsamt Admiralitätstraße (1952), in der Jugendherberge Auf dem Stintfang (1953), im Volkswagenwerk Wolfsburg (1955), Flughafen Hamburg (1961), in der Führungsakademie in Blankenese (1964), Dresdner Bank am Jungfernstieg (1964), der Hamburgischen Staatsoper (1968), auf dem Bundesbahnfährschiff Deutschland (1972), im Entwicklungsraum Billstedt-Horn (1980).